# Amphilepis mobilis
Amphilepis mobilis är en ormstjärneart som beskrevs av Jean Baptiste François René Koehler 1904. Amphilepis mobilis ingår i släktet Amphilepis och familjen sköldormstjärnor. Inga underarter finns listade i Catalogue of Life.